# Triuggio
Triuggio là một đô thị ở tỉnh Monza và Brianza, vùng Lombardia của Italia, khoảng 25 km về phía đông bắc của Milano. Tại thời điểm ngày 31 tháng 12 năm 2004, đô thị này có dân số 8.055 người và diện tích là 8,4 km².
Đô thị Triuggio gồm cácfrazione (đơn vị cấp dưới, chủ yếu là thôn làng) Canonica Lambro và Tregasio.
Triuggio giáp các đô thị: Besana in Brianza, Carate Brianza, Correzzana, Albiate, Lesmo, Sovico, Macherio.